# Дорога смерти
Дорога Смерти (исп. Camino de la Muerte), официальное название: Камино-Лос-Юнгас (Camino a Los Yungas) — дорога, соединяющая боливийские города Ла-Пас и Коройко. Является одной из самых опасных дорог в мире.
По оценкам, к 2007 году в месяц крушилось две машины, и ежегодно на трассе погибало от 200 до 300 человек.

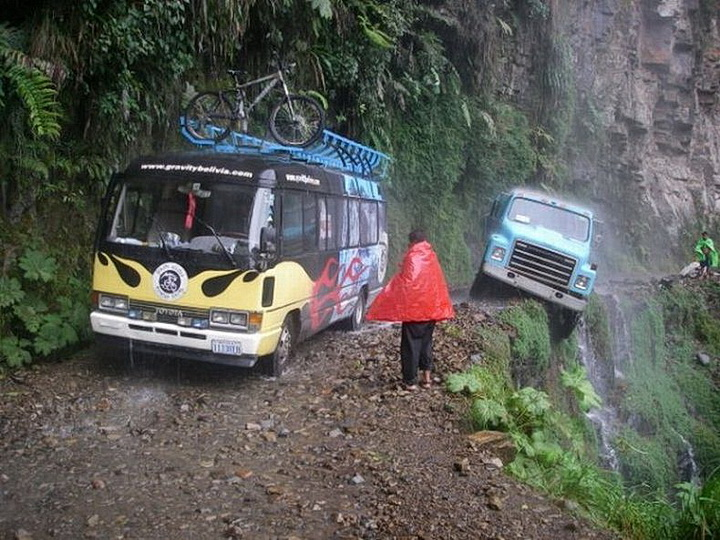
Грузовик на краю пропасти на Дороге Смерти

## История
Дорога Смерти (официальное название — Камино-Лос-Юнгас) была построена в 1930-х годах во время Чакской войны парагвайскими военнопленными.
В 1983 авария с участием автобуса убила более 100 пассажиров, а в 1994 около 25 транспортных средств упали в пропасть.
В течение 20 лет, до 2006 года, дорогу постепенно модернизировали. Часть дороги расширили с одной до двух проездных полос, а также на некоторых участках появились тротуары, ограждения и другие элементы, сделали маршрут значительно безопаснее, чем он был до того.
В 2006 году была открыта новая дорога между Ла-Пасом и Коройко.

## Описание маршрута

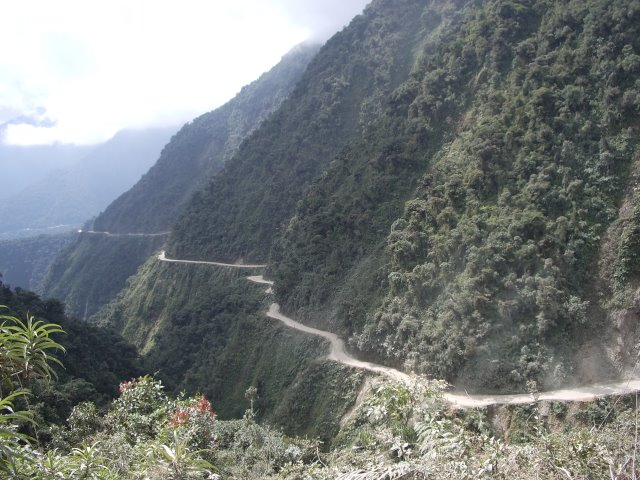
Дорога Смерти

Дорога Смерти является одним из пяти маршрутов, соединяющих столицу Боливии Ла-Пас с провинцией  Северный Юнгас. Дорога поднимается примерно на высоту 4650 метров, до перевала Ла-Кумбре, откуда спускается к отметке в 1200 метров, извиваясь крутыми склонами.
Общая протяженность маршрута — 56 километров. На большей части дороги её ширина составляет примерно 3,2 метра, что позволяет проезд только одному транспортному средству.
В течение сезона дождей, с ноября по март, дождь и туман значительно ухудшают видимость, а потоки воды размывают покрытиe, и также затрудняют передвижение. Летом опасность представляют камнепады, а видимость ухудшается из-за облака пыли, поднимающегося с дороги.
Среди местных водителей существует негласное правило: водитель, который спускается вниз, не имеет права проезда первым, вместо этого он должен занять внешний край дороги и пропустить водителя, который поднимается вверх. Это упрощает спуск автомобиля и одновременно гарантирует безопасность водителю, который поднимается вверх.

## Популярность маршрута
В 2006 году была открыта новая дорога между Ла-Пасом и Коройко, а это означает, что значение старой дороги уменьшилось.
Дорога Смерти в наши дни все реже используется среди местных водителей, зато она является популярной среди туристов. Начиная с 1990-х годов этот маршрут привлек около 25 000 любителей экстремальной езды, большинство из них — велосипедисты. С 1998 года по меньшей мере 18 велосипедистов погибли на этом пути.
Многие туристическиe операторы сделали это место главным пунктом маршрута путешествий по Боливии. Здесь снимался один из эпизодов популярного телешоу Top Gear.
В 1995 году Межамериканский банк развития назвал Камино-Лос-Юнгас «caмой опасной дорогой в мире».